# Limnephilus canadensis
Limnephilus canadensis là một loài Trichoptera trong họ Limnephilidae. Chúng phân bố ở miền Tân bắc.